# Challenge International de Tourisme 1934

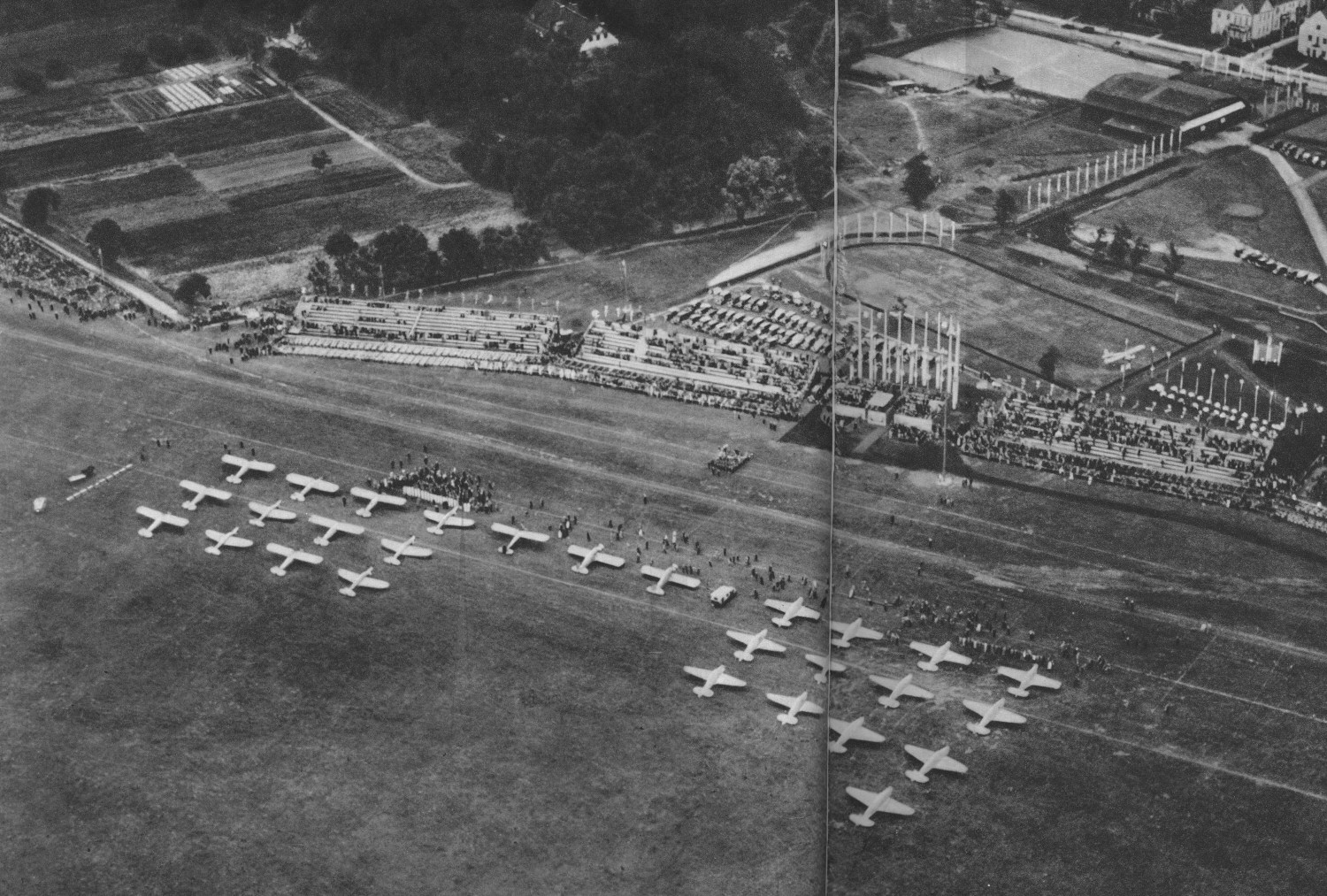
La cerimonia di apertura. Da sinistra: la squadra polacca (su RWD-9 e PZL.26), i tre aerei rappresentanti la Cecoslovacchia (un RWD-9 e due Aero A.200) e la squadra tedesca (Messerschmitt Bf 108, Klemm Kl 36 e Fieseler Fi 97). Nel momento dello scatto gli equipaggi provenienti dall'Italia non erano ancora arrivati.

Il Challenge International de Tourisme 1934 fu la quarta ed ultima competizione aeronautica internazionale organizzata FAI e riservata a velivoli da turismo, in quell'anno svoltasi tra il 28 agosto ed il 16 settembre con partenza da Varsavia, in Polonia.
Le quattro gare, svoltesi dal 1929 al 1934, sono stati gli eventi più importanti nel settore dell'aviazione del periodo tra le due guerre mondiali che decretarono la superiorità degli equipaggi polacchi, vincitori oltre che di questa anche della precedente edizione del 1932.

## Storia
A seguito della vittoria della terza edizione da parte dei piloti polacchi Franciszek Żwirko e Stanisław Wigura del Challenge International de Tourisme 1932 per regolamento l'Aeroklub Polski, l'aeroclub nazionale polacco, ebbe il compito di organizzare la quarta edizione della competizione aeronautica. Il regolamento della nuova edizione, che venne presentato al pubblico nel giugno del 1933, riproponeva la formula della precedente edizione, basata su tre prove distinte e che prevedevano una valutazione tecnica degli aeromobili partecipanti seguita da un rally aereo su un percorso di 9 500 km su 27 tappe che sorvolava parte dell'Europa e del Nordafrica ed una prova finale di velocità massima. Poiché uno degli obiettivi della competizione era quello di stimolare lo sviluppo dell'aviazione ad indirizzo turistico con modelli appositamente progettati allo scopo, in questa edizione venne introdotto un sistema ad handicap che teneva conto delle caratteristiche e prestazioni di ogni modello, pur lasciando preponderante l'apporto dell'abilità dell'equipaggio nel condurre il proprio aereo.
La cerimonia di apertura si tenne il 28 luglio 1934 al campo di volo Mokotowskie a Varsavia. In quell'occasione la squadra italiana giunse con due ore di ritardo a causa delle avverse condizioni atmosferiche trovate sul percorso. Durante la manifestazione, mentre stava compiendo una figura acrobatica, un PZL P.7a polacco incorse un incidente distruggendosi, tuttavia il pilota riuscì a sopravvivere.
Il numero degli equipaggi e degli aeromobili partecipanti al Challenge 1934 era inferiore a quello della precedente edizione (34 rispetto ai 43 del Challenge 1932); tale riduzione era motivata, principalmente, dall'aumentato grado di difficoltà che richiedeva elevati standard qualitativi nei velivoli partecipanti (risultavano così avvantaggiati quelli appositamente progettati per la competizione) ed un alto livello di preparazione degli equipaggi.
Ogni equipaggio era composto di due elementi per velivolo, un pilota ed un meccanico; i 34 iscritti rappresentavano solo quattro paesi: Cecoslovacchia (3 equipaggi), Germania (13), Italia (6) e Polonia (12), tuttavia il Regno Unito venne rappresentato non ufficialmente dal pilota britannico Walter MacPherson che partecipò nella squadra polacca. La rappresentanza francese, composta da otto equipaggi, fu costretta a rinunciare alla partecipazione per il ritardo nello sviluppo del nuovo modello progettato per l'occasione, il Caudron C.500, che pur essendo già stato portato in volo si rivelò possedere un peso a vuoto troppo elevato per gli standard richiesti per l'omologazione. Il premio designato per l'equipaggio vincitore del Challenge era stabilito in 100 000 Franchi francesi, che scendevano a 40 000 FRF per il secondo classificato, a 20 000 FRF per il terzo, a 10 000 FRF per il quarto, più altri 15 premi da 6 000 FRF per i successivi equipaggi.

### I modelli partecipanti
I modelli ammessi alla competizione dovevano rientrare nella categoria degli aerei da turismo, velivoli in grado di prendere almeno due persone a bordo, in grado di decollare ed atterrare su un campo corto e coprire la distanza che separava le tappe con una buona velocità di crociera. In quest'occasione tutti i paesi partecipanti presentarono nuovi modelli, appositamente progettati per soddisfare le richieste del concorso, con l'unica eccezione del britannico MacPherson che decise di affrontare la gara con un modello già lanciato sul mercato dell'aviazione civile: un, seppur modificato, de Havilland DH.80 Puss Moth. Tutti gli aerei erano caratterizzati da una cellula, di costruzione mista o interamente metallica, con cabina di pilotaggio chiusa a 3 o 4 posti, configurazione alare monoplana ad ala tecnologicamente avanzata, dotata di vari dispositivi tra cui ipersostentatori sia su bordo di entrata (slat) che di uscita (flap).

I due Caproni PS.1 di Ugo Vincenzi e Armando François (numero di gara 42).

Per la maggior parte, gli aeromobili erano veloci monoplani dotati di ala bassa a sbalzo, come i tedeschi Messerschmitt Bf 108 (4), Fieseler Fi 97 (5) e Klemm Kl 36 (4), il polacco PZL.26 (5) e l'italiano Caproni PS.1 (2), o monoplani sempre ad ala bassa ma controventata, come il cecoslovacco Aero A.200 (2) e gli italiani Breda Ba.39 (2) e Ba.42 (2). Eccezione erano costituite dal velivolo che costituiva la base della squadra polacca, l'RWD-9 monoplano ma ad ala alta controventata, sette più uno impiegato da un equipaggio cecoslovacco, ed il Puss Moth. Tra i partecipanti solo il Bf 108 ed il PS.1 erano dotati di carrello d'atterraggio retrattile.
Ai velivoli tedeschi furono assegnati i numeri di gara dal 12 al 26, agli italiani quelli dal 41 al 46, ai cecoslovacchi i numeri dal 51 al 54 ed ai polacchi quelli dal 61 all'81; i contrassegni numerici dovevano essere esibiti sulle fusoliere all'interno di un quadrato in campo bianco attorniato da una cornice nera.

### Prove tecniche
La prima parte della competizione, quella riservata alle prove ad indirizzo tecnico, iniziò il 29 agosto. Data la particolare connotazione, ovvero l'intenzione di promuovere l'aviazione da turismo, venne calcolato un coefficiente per la valutazione delle caratteristiche della cabina destinata all'equipaggio, che considerava il comfort generale in base alla visibilità verso l'esterno, alla presenza di tre o quattro posti a sedere e se questi erano posizionati affiancati. Inoltre venne stilata una classifica a punti in base alla facilità e tempi di avviamento del motore, alla facilità di ripiegamento delle ali per consentirne un più efficace hangaraggio, alla presenza di dispositivi di sicurezza e premiando inoltre la modernità del progetto se la cellula era interamente metallica. La valutazione degli spazi visivi a disposizione fu eseguita in un hangar buio grazie ad una lampada posta in cabina e misurando l'area della luce. Tutti i velivoli tedeschi, due italiani ed il Puss Moth risultarono eccedere il peso a vuoto richiesto fissato a 560,56 kg e per partecipare furono costretti a smontare parti ritenute non strettamente necessarie per rientrare nei parametri. La prova si concluse con la valutazione della velocità di accensione del motore tra il 31 agosto ed il 1º settembre ed alla fine la maggior parte dei modelli riuscì a raggiungere il punteggio massimo di 24 punti.
Le valutazioni tecniche proseguirono fino al 4 settembre assegnando i migliori punteggi ai Bf 108 (450-452 punti), seguito dal Caproni PS.1 (438), Fi 97 (428-431), Aero A.200 (429) e RWD-9 (427), Kl 36 (394-407), PZL.26 (383), Puss Moth (373) e, fanalino di coda, i Breda (323-346).
Tra il 3 ed il 4 settembre si tenne la prova atta a determinare la migliore distanza minima di decollo, chiedendo agli equipaggi di oltrepassare un ostacolo posto ad 8 metri nel minor spazio possibile. Il miglior risultato fu ottenuto dal cecoslovacco Vojtěch Žaček (Aero A.200), raggiungendo la quota in 74,5 m, seguito da Jerzy Bajan (RWD-9) e Ján Ambruš con il secondo A.200. Anche gli RWD-9 e PZL.26 polacchi ed i Fi 97 tedeschi ottennero buoni risultati, al contrario dei modelli italiani e degli altri modelli tedeschi ai quali occorsero oltre 100 m per ottenere lo stesso risultato. Per un confronto la migliore prestazione al Challenge 1932 fu di 91,6 m.
| Risultati della prova di decollo corto | Risultati della prova di decollo corto | Risultati della prova di decollo corto | Risultati della prova di decollo corto | Risultati della prova di decollo corto | Risultati della prova di decollo corto |
| -------------------------------------- | -------------------------------------- | -------------------------------------- | -------------------------------------- | -------------------------------------- | -------------------------------------- |
|                                        | Pilota                                 | nazione                                | modello                                | distanza                               | punteggio                              |
| 1.                                     | Vojtěch Žaček                          | Cecoslovacchia                         | Aero A.200                             | 74,5 m                                 | 141                                    |
| 2.                                     | Jerzy Bajan                            | Polonia                                | RWD-9S                                 | 76,1 m                                 | 140                                    |
| 3.                                     | Ján Ambruš                             | Cecoslovacchia                         | Aero A.200                             | 77,6 m                                 | 138                                    |
| 4.                                     | Szczepan Grzeszczyk                    | Polonia                                | PZL.26                                 | 78,2 m                                 | 138                                    |
| 5.                                     | Gerhard Hubrich                        | Germania                               | Fieseler Fi 97                         | 78,3 m                                 | 138                                    |

Dopo la valutazione tecnica e la prova di decollo corto, il 4 settembre, risultarono meglio piazzati gli equipaggi tedeschi dotati dei Bf 108, Theodor Osterkamp (597 punti), Werner Junck (596) ed Otto Brindlinger (594), seguiti da Vojtěch Žaček (A.200, 594 punti), Jerzy Bajan (RWD-9, 591) e Ján Ambruš (A.200, 591), dagli Fi 97 tedeschi e dagli RWD-9 polacchi.
In seguito, tra il 4 ed il 5 settembre, si svolse la prova di atterraggio corto, chiedendo agli equipaggi di atterrare oltrepassando un ostacolo posto ad 8 metri nel minor spazio possibile. Il miglior risultato fu ottenuto dal tedesco Hans Seidemann (Fi 97), riuscito ad arrestare il proprio velivolo in 75 m e per questo accreditato di 210 punti. Di seguito le prime dieci posizioni vennero conquistate dagli altri Fieseler, dagli RWD-9 e PZL.26 polacchi e dal Puss Moth di MacPherson. Il peggior risultato fu ottenuto dagli A.200 cecoslovacchi con oltre 117 m richiesti per arrestarsi, seguiti dai Breda e dai Bf 108. Per un confronto, la migliore prestazione al Challenge 1932 fu di 92,4 m.
| Risultati della prova di atterraggio corto | Risultati della prova di atterraggio corto | Risultati della prova di atterraggio corto | Risultati della prova di atterraggio corto | Risultati della prova di atterraggio corto | Risultati della prova di atterraggio corto |
| ------------------------------------------ | ------------------------------------------ | ------------------------------------------ | ------------------------------------------ | ------------------------------------------ | ------------------------------------------ |
|                                            | Pilota                                     | nazione                                    | modello                                    | distanza                                   | punteggio                                  |
| 1.                                         | Hans Seidemann                             | Germania                                   | Fieseler Fi 97                             | 75 m                                       | 210                                        |
| 2.                                         | Tadeusz Karpiński                          | Polonia                                    | PZL.26                                     | 78,2 m                                     | 138                                        |
| 3.                                         | Gerhard Hubrich                            | Germania                                   | Fieseler Fi 97                             | 79 m                                       | 206                                        |
| 4.                                         | Andrzej Włodarkiewicz                      | Polonia                                    | PZL.26                                     | 79,7 m                                     | 205                                        |
| 5.                                         | Jerzy Bajan                                | Polonia                                    | RWD-9S                                     | 79,8 m                                     | 205                                        |
| 6.                                         | Walter MacPherson                          | / Polonia-Regno Unito                      | Puss Moth                                  | 80,8 m                                     | 203                                        |

Il 5 settembre seguì la prova di consumi basata su un circuito chiuso di 594 km. I migliori risultati furono ottenuti dai tre Bf 108, con 86-95 punti, seguiti da cinque equipaggi polacchi con 73-79 punti. Buoni i risultati anche degli equipaggi italiani mentre agli ultimi posti si classificarono i tedeschi con i Fi 97 e Kl 36 assieme con i cecoslovacchi.
| Migliori risultati della prova di consumo | Migliori risultati della prova di consumo | Migliori risultati della prova di consumo | Migliori risultati della prova di consumo | Migliori risultati della prova di consumo | Migliori risultati della prova di consumo |
| ----------------------------------------- | ----------------------------------------- | ----------------------------------------- | ----------------------------------------- | ----------------------------------------- | ----------------------------------------- |
|                                           | Pilota                                    | nazione                                   | modello                                   | kg/100 km                                 | punteggio                                 |
| 1.                                        | Karl Francke                              | Germania                                  | Bf 108A                                   | 10,5                                      | 95                                        |
| 2.                                        | Werner Junck                              | Germania                                  | Bf 108A                                   | 11,07                                     | 90                                        |
| 3.                                        | Theodor Osterkamp                         | Germania                                  | Bf 108A                                   | 11,48                                     | 86                                        |
| 4.                                        | Jerzy Bajan                               | Polonia                                   | RWD-9S                                    | 12,11                                     | 79                                        |
| 5.                                        | Szczepan Grzeszczyk                       | Polonia                                   | PZL.26                                    | 12,26                                     | 78                                        |